# Taco Tuesday
Taco Tuesday (с англ. — «Тако во вторник») — песня американского хип-хоп-трио Migos, выпущенная 5 мая 2020 года на лейблах Quality Control и Motown.

## Предыстория
29 апреля 2020 года Quavo опубликовал в своём Instagram-аккаунте короткий отрывок предстоящей песни вместо предстоящего (на тот момент) альбома Culture III.
5 мая 2020 года, отмечая праздник Синко де Майо, Migos представили данный трек. В преддверии Culture III, Taco Tuesday должен был войти в микстейп Quarantine Mixtape, однако он был отменён в связи с пандемией коронавируса.

## Композиция
Композиция длится полторы минуты и начинается с восклицаний Леброна Джеймса «Taco Tuuueeesday!», ранее данную фразу он пытался запатентовать, но ему отказали.

## Видеоклип
12 мая 2020 года на YouTube-канале Migos вышел официальный клип на данную песню. В клипе можно увидеть, как исполнители одновременно и читают и готовят тако.

## Чарты
| Чарт (2020)           | Высшая позиция |
| --------------------- | -------------- |
| Новая Зеландия (RMNZ) | 40             |

| Чарт (2020)                | Высшая позиция |
| -------------------------- | -------------- |
| Болгария (iTunes)          | 67             |
| Болгария (Spotify)         | 122            |
| Ботсвана (iTunes)          | 30             |
| Доминика (iTunes)          | 75             |
| Зимбабве (iTunes)          | 35             |
| Иордания (iTunes)          | 66             |
| Кабо-Верде (iTunes)        | 100            |
| Канада (Spotify)           | 82             |
| Кения (iTunes)             | 50             |
| Лаос (iTunes)              | 85             |
| Люксембург (Spotify)       | 199            |
| Мексика (iTunes)           | 13             |
| Нигер (iTunes)             | 9              |
| Нигерия (Apple Music)      | 41             |
| Норвегия (iTunes)          | 83             |
| Румыния (iTunes)           | 93             |
| Саудовская Аравия (iTunes) | 118            |
| США (iTunes)               | 70             |
| США (Spotify)              | 185            |
| Уганда (iTunes)            | 115            |
| ЮАР (iTunes)               | 114            |